# Cecilia Frank
Annika Beata Cecilia Frank, född 1963, är en svensk grafisk formgivare. Cecilia Frank är utbildad på Konstfack, linjen för grafisk design och illustration 1986-90. Tillsammans med sin man Nikolaus Frank driver hon designföretaget Frank Etc. AB i Stockholm, där hon fokuserar på konceptdesign baserad på framtida teknologi, grafisk identitet och läromedel. 
Cecilia Frank har formgivit en mängd informationsmaterial och utställningar för offentliga sammanhang. Hon har arbetat på flera olika designkontor i England. Frank har även gjort faktaillustrationer för flera uppslagsverk och arbetat med förlag, i första hand med läromedel, arbetat med produktgrafik samt formgivit material relaterat till musik. Hon har varit del i projektgrupper kring framtida teknologi. Cecilia Frank har erhållit ett flertal utmärkelser, bl.a. flera Good Design Awards  och flera Utmärkt Svensk Form-utmärkelser. Hon har även vunnit priser i ett flera internationella designtävlingar, bl.a. LG Electronics International Design Competition och MA Prize 2012 . 